# Premio Nacional de Literatura Infantil y Juvenil (España)
El Premio Nacional de literatura infantil y juvenil es uno de los Premios Nacionales de Literatura de España que se convoca desde 1978 y que otorga el Ministerio de Cultura y está dotado con 30.000 euros.

## Premiados
A continuación se muestra la lista de premiados desde el año 1978, fecha en que empezaron a otorgarse:
- 1978 – Montserrat del Amo, por El nudo
- 1979 – Fernando Martínez Gil, por El río de los castores
- 1980 – Juan Farias, por Algunos niños, tres perros y más cosas
- 1981 – Alfonso Martínez-Mena, por La tierra de nadie
- 1982 – Carlos Murciano, por El mar sigue esperando
- 1983 – Josep Vallverdú, por Saberut i Cua-Verd
- 1984 – Ana María Matute, por Sólo un pie descalzo
- 1985 – Joan Manuel Gisbert, por El museo de los sueños
- 1986 – Paco Martín, por Das cousas de Ramón Lamote
- 1987 – Carmen Conde, por Canciones de nana y desvelo
- 1988 – Gabriel Janer Manila, por Tot quant veus és el mar
- 1989 – Andreu Martín y Jaume Ribera, por No pidas sardinas fuera de temporada (No demanis llobarro fora de temporada)
- 1990 – Pep Albanell, por La rosa de Sant Jordi
- 1991 – Fernando Lalana, por Morirás en Chafarinas
- 1992 – Carmen Vázquez Vigo, por Un monstruo en el armario
- 1993 – José María Merino, por No soy un libro
- 1994 – Gabriel Janer Manila, por Han cremat el mar
- 1995 – Xabier P. Docampo, por Cando petan na porta pola noite
- 1996 – Fina Casalderrey, por O misterio dos fillos de Lúa
- 1997 – Emili Teixidor, por L'amiga més amiga de la formiga Piga
- 1998 – Elvira Lindo, por Los trapos sucios (de Manolito Gafotas)
- 1999 – Vicente Muñoz Puelles, por Óscar y el león de Correos
- 2000 – Emilio Pascual, por Días de Reyes Magos
- 2001 – Miguel Fernández-Pacheco, por Verdadera historia del perro Salomón
- 2002 – Miquel Desclot, por Més música, Mestre!
- 2003 – Mariasun Landa, por Kokodriloa ohe azpian
- 2004 – Gustavo Martín Garzo, por Tres cuentos de hadas
- 2005 – Antonio Rodríguez Almodóvar, por El bosque de los sueños
- 2006 – Fernando Marías, por Cielo abajo
- 2007 – Jordi Sierra i Fabra, por Kafka y la muñeca viajera
- 2008 – Agustín Fernández Paz, por O único que queda é o amor
- 2009 – Alfredo Gómez Cerdá, por Barro de Medellín[2]
- 2010 – Eliacer Cansino Macías, por Una habitación en Babel[3]
- 2011 – Maite Carranza, por Palabras envenenadas[4]
- 2012 – Laura Gallego García, por Donde los árboles cantan[5]
- 2013 – César Mallorquí, por La isla de Bowen[6]
- 2014 - Diego Arboleda, por Prohibido leer a Lewis Carroll[7]
- 2015 - Ledicia Costas, por Escarlatina, a cociñeira defunta[8]
- 2016 - Alejandro Palomas, por Un hijo[9]
- 2017 - Antonio García Teijeiro, por Poemar o mar[10]
- 2018 - Juan Kruz Igerabide, por Abezedario Titirijario[11]
- 2019 - Raimon Portell, por Camins d'aigua[12]
- 2020 - Elia Barceló, por El efecto Frankenstein[13]
- 2021 - Beatriz Giménez de Ory, por Un hilo me liga a vos. Mitos y poemas[14]
- 2022 - Rafael Salmerón, por La rama seca del cerezo[15]
- 2023 - Patxi Zubizarreta, por Zerria[16]
- 2024 - Mónica Rodríguez, por Umiko [17]